# Margareta od L'Aiglea
Margareta od L'Aiglea (francuski: Marguerite de L’Aigle; španjolski: Margarita de L’Aigle; umrla 1141.) bila je kraljica Navare kao supruga kralja Garcíje Ramíreza.
Margareta je bila kći Gilberta od L'Aiglea i njegove žene Julije du Perche. Imala je brata koji je bio barun.
Nije bila vjerna svom mužu, jer imala je mnogo ljubavnika. Rodila je četvero djece:
- Sančo VI. Navarski[1]
- Blanka Navarska, kraljica Kastilje[2]
- Margareta Navarska
- Henrik od Montescagliosa[3]

Što se tiče njezina sina Henrika, njega je kralj odbio priznati za sina, smatrajući da je plod kraljičine afere.
Bila je baka Alfonsa VIII. Kastiljskog.